# Glacier Esmark (Svalbard)
Pour les articles homonymes, voir Glacier Esmark.
Le glacier Esmark (Esmarkbreen en norvégien) est un glacier situé sur l'île de Spitzberg au Svalbard.

## Toponymie
Le glacier est nommé d'après le géologue danois Jens Esmark (1763-1839), professeur en minéralogie à l'Université d'Oslo.

## Géographie
Le glacier se trouve sur la terre d'Oscar II. Il fait environ 15 km de long et débouche dans la baie Ymerbukta (en) au nord du fjord d'Isfjorden.

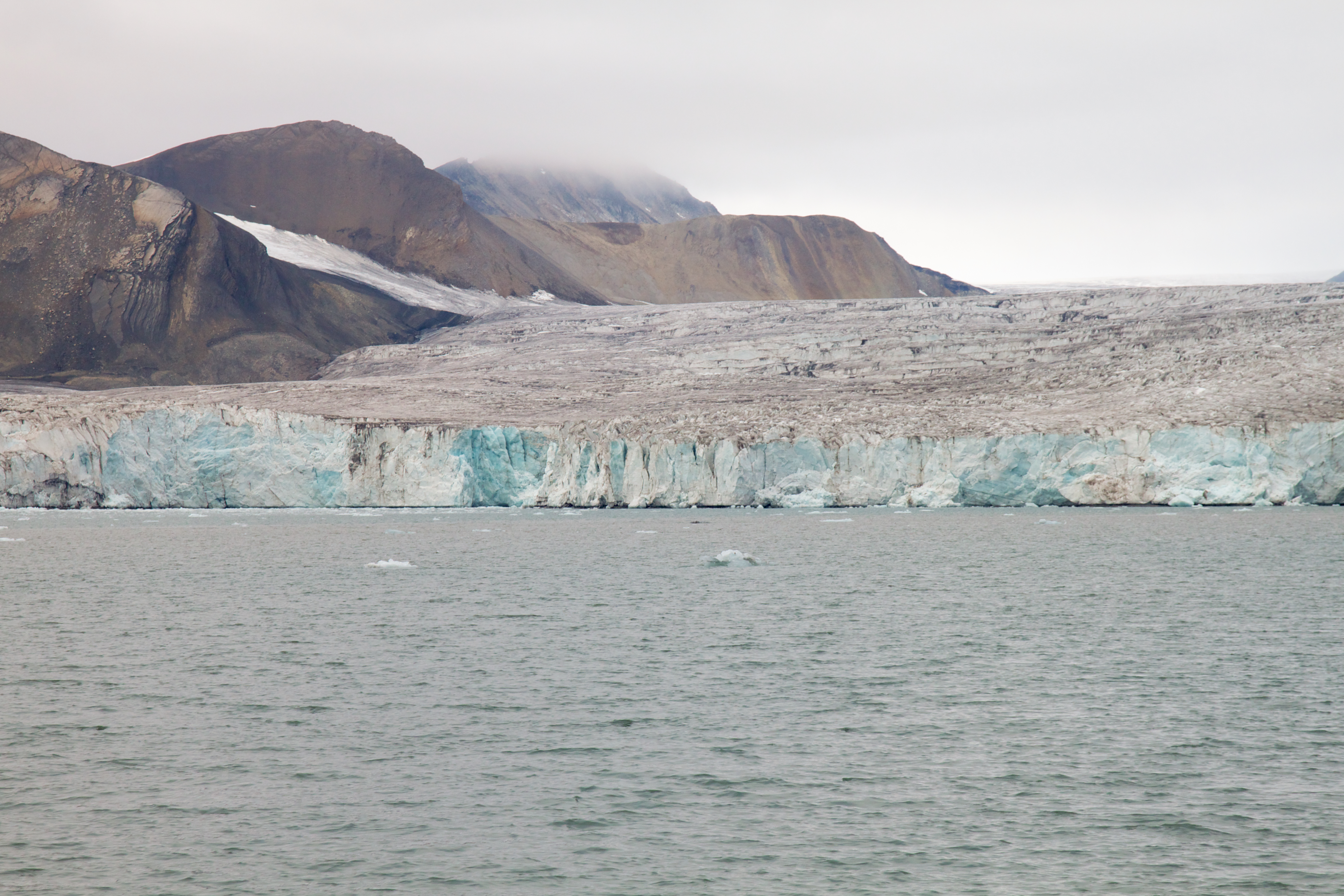
Vue du front du glacier Esmark.